# Hemipogon carassensis
Hemipogon carassensis là một loài thực vật có hoa trong họ La bố ma. Loài này được (Malme) Rapini mô tả khoa học đầu tiên.